# Hadicová vodováha

Schéma hadicové vodováhy

Hadicová vodováha, také šlaufka nebo šlauchváha, je jednoduchý stavební měřicí nástroj pro vyměření nivelety (vodoroviny) na stavbě. Je přesnější než vodováha. K měření je třeba dvou pracovníků. Pokud mají praxi a umí s ní dobře měřit, dosahují téměř stejné přesnosti, jako geodet s optickým nivelačním přístrojem.
Hadicová vodováha jsou vlastně dvě spojené nádoby. Tyto nádoby zde tvoří dvě skleněné nebo plastové trubičky o průměru cca 15 mm a o výšce 250 mm. Při měření se drží kolmo vzhůru. Je na nich vyryta centimetrová stupnice. Nahoře jsou trubičky zakončeny plastovým osazením, ve kterém je zašroubovaná zátka, aby bylo možno hadicovou vodováhu naplnit. Dole jsou trubičky také vsazeny do plastového osazení, které má uprostřed otvor ústící do nátrubku. Ten je zastrčen do měkké gumové hadice. Obě nádoby jsou tedy spojeny gumovou hadicí. K vyměřování v místnostech stačí délka 10 m, pro měření v terénu asi 20 m.